# Tournoi féminin de hockey sur gazon aux Jeux sud-américains de 2022
Navigation
Cochabamba 2018 2026
Le tournoi féminin de hockey sur gazon aux Jeux sud-américains de 2022 aura lieu au Parque Olímpico entre le 4 et le 12 octobre 2022.
Les deux premières équipes se qualifieront pour les Jeux panaméricains de 2023.

## Équipes qualifiées
- Paraguay
- Argentine
- Chili
- Pérou
- Uruguay

## Phase de groupe
| Rang | Équipe     | J | V | N | P | BP | BC | Diff | Pts | Qualification                                                             |
| ---- | ---------- | - | - | - | - | -- | -- | ---- | --- | ------------------------------------------------------------------------- |
| 1    | Argentine  | 4 | 4 | 0 | 0 | 38 | 1  | +37  | 12  | Match pour la médaille d'or                                               |
| 2    | Chili      | 4 | 2 | 1 | 1 | 23 | 4  | +19  | 7   | Match pour la médaille d'or et Jeux panaméricains de 2023 en tant qu'hôte |
| 3    | Uruguay    | 4 | 2 | 1 | 1 | 20 | 1  | +19  | 7   | Match pour la médaille de bronze                                          |
| 4    | Paraguay H | 4 | 1 | 0 | 3 | 1  | 25 | -24  | 3   | Match pour la médaille de bronze                                          |
| 5    | Pérou      | 4 | 0 | 0 | 4 | 0  | 51 | -51  | 0   |                                                                           |

Source: FIH
En cas d'égalité de points de plusieurs équipes à l'issue des matchs de poule, les critères suivants sont appliqués dans l'ordre indiqué pour établir leur classement:
1. Points de chaque équipe,
2. Matchs gagnés,
3. Différence de buts,
4. Buts pour,
5. Plus grand nombre de points obtenus dans les matchs de poule disputés entre les équipes concernées,
6. Buts marqués en plein jeu.

| Match 1              | Uruguay | 14 - 0  | Pérou |                                                                          |                                                                          |
| 4 octobre 2022 17h00 | Viana 9e, 20e, 44e, 48e, 52e · Gómez 14e · Vilar 17e, 18e, 31e, 40e · Curutchague 39e · Barrandeguy 48e · Dall'Orso 55e · Algorta 55e | (5 - 0) |       | Arbitrage : Mariana Reydo Megan Robertson Arbitre vidéo : Melina Illanes | Arbitrage : Mariana Reydo Megan Robertson Arbitre vidéo : Melina Illanes |
| 4 octobre 2022 17h00 | Rapport FIH Rapport Asuncion 2022 |         |       | Arbitrage : Mariana Reydo Megan Robertson Arbitre vidéo : Melina Illanes | Arbitrage : Mariana Reydo Megan Robertson Arbitre vidéo : Melina Illanes |

| Match 2              | Paraguay                          | 0 - 13  | Argentine |                                                                         |                                                                         |
| 4 octobre 2022 19h00 |                                   | (0 - 7) | 3e, 6e Trinchinetti · 8e, 13e, 44e Adorno · 11e Andrade · 14e, 32e Thome · 20e, 47e Forcherio · 34e Delpech · 35e, 49e Cairo | Arbitrage : Claudia Montino Natalia Lodeiro Arbitre vidéo : Ana Vazquez | Arbitrage : Claudia Montino Natalia Lodeiro Arbitre vidéo : Ana Vazquez |
| 4 octobre 2022 19h00 | Rapport FIH Rapport Asuncion 2022 |         | | Arbitrage : Claudia Montino Natalia Lodeiro Arbitre vidéo : Ana Vazquez | Arbitrage : Claudia Montino Natalia Lodeiro Arbitre vidéo : Ana Vazquez |

| Match 3              | Chili | 16 - 0  | Pérou |                                                                         |                                                                         |
| 5 octobre 2022 19h00 | Jacob 6e · Villagrán 16e, 29e, 35e, 52e · Salas 28e, 41e, 43e, 55e · Arrieta 44e, 46e, (2x)49 e, 57e, 58e · Solano 45e | (4 - 0) |       | Arbitrage : Victoria Pazos Melina Illanes Arbitre vidéo : Mariana Reydo | Arbitrage : Victoria Pazos Melina Illanes Arbitre vidéo : Mariana Reydo |
| 5 octobre 2022 19h00 | Rapport FIH Rapport Asuncion 2022                                                                                      |         |       | Arbitrage : Victoria Pazos Melina Illanes Arbitre vidéo : Mariana Reydo | Arbitrage : Victoria Pazos Melina Illanes Arbitre vidéo : Mariana Reydo |

| Match 4              | Paraguay                          | 0 - 6   | Chili                                                         |                                                                        |                                                                        |
| 6 octobre 2022 17h00 |                                   | (0 - 5) | 13e, 47e Jacob · 24e Villagrán · 28e Lagos · 29e, 30e Arrieta | Arbitrage : Mariana Reydo Diana Borrayo Arbitre vidéo : Melina Illanes | Arbitrage : Mariana Reydo Diana Borrayo Arbitre vidéo : Melina Illanes |
| 6 octobre 2022 17h00 | Rapport FIH Rapport Asuncion 2022 |         |                                                               | Arbitrage : Mariana Reydo Diana Borrayo Arbitre vidéo : Melina Illanes | Arbitrage : Mariana Reydo Diana Borrayo Arbitre vidéo : Melina Illanes |

| Match 5              | Argentine                         | 1 - 0   | Uruguay |                                                                        |                                                                        |
| 6 octobre 2022 19h00 | Trinchinetti 28e                  | (1 - 0) |         | Arbitrage : Megan Robertson Ana Vazquez Arbitre vidéo : Victoria Pazos | Arbitrage : Megan Robertson Ana Vazquez Arbitre vidéo : Victoria Pazos |
| 6 octobre 2022 19h00 | Rapport FIH Rapport Asuncion 2022 |         |         | Arbitrage : Megan Robertson Ana Vazquez Arbitre vidéo : Victoria Pazos | Arbitrage : Megan Robertson Ana Vazquez Arbitre vidéo : Victoria Pazos |

| Match 6              | Argentine                                          | 4 - 1   | Chili    |                                                                        |                                                                        |
| 8 octobre 2022 17h00 | Forcherio 4e · Thome 20e · Andrade 38e · Cairo 41e | (2 - 1) | 1e Urroz | Arbitrage : Victoria Pazos Natalia Lodeiro Arbitre vidéo : Ana Vazquez | Arbitrage : Victoria Pazos Natalia Lodeiro Arbitre vidéo : Ana Vazquez |
| 8 octobre 2022 17h00 | Rapport FIH Rapport Asuncion 2022                  |         |          | Arbitrage : Victoria Pazos Natalia Lodeiro Arbitre vidéo : Ana Vazquez | Arbitrage : Victoria Pazos Natalia Lodeiro Arbitre vidéo : Ana Vazquez |

| Match 7              | Paraguay                          | 0 - 6   | Uruguay                                                       |                                                                          |                                                                          |
| 8 octobre 2022 19h00 |                                   | (0 - 1) | 5e, 33e Barrandeguy · 36e, 57e Viana · 54e Amadeo · 60e Vilar | Arbitrage : Melina Illanes Claudia Montino Arbitre vidéo : Mariana Reydo | Arbitrage : Melina Illanes Claudia Montino Arbitre vidéo : Mariana Reydo |
| 8 octobre 2022 19h00 | Rapport FIH Rapport Asuncion 2022 |         |                                                               | Arbitrage : Melina Illanes Claudia Montino Arbitre vidéo : Mariana Reydo | Arbitrage : Melina Illanes Claudia Montino Arbitre vidéo : Mariana Reydo |

| Match 8              | Paraguay                          | 1 - 0   | Pérou |                                                                        |                                                                        |
| 9 octobre 2022 15h00 | Acuna 42e                         | (0 - 0) |       | Arbitrage : Melina Illanes Ana Vazquez Arbitre vidéo : Megan Robertson | Arbitrage : Melina Illanes Ana Vazquez Arbitre vidéo : Megan Robertson |
| 9 octobre 2022 15h00 | Rapport FIH Rapport Asuncion 2022 |         |       | Arbitrage : Melina Illanes Ana Vazquez Arbitre vidéo : Megan Robertson | Arbitrage : Melina Illanes Ana Vazquez Arbitre vidéo : Megan Robertson |

| Match 9               | Chili                             | 0 - 0   | Uruguay |                                                                          |                                                                          |
| 10 octobre 2022 17h00 |                                   | (0 - 0) |         | Arbitrage : Mariana Reydo Megan Robertson Arbitre vidéo : Victoria Pazos | Arbitrage : Mariana Reydo Megan Robertson Arbitre vidéo : Victoria Pazos |
| 10 octobre 2022 17h00 | Rapport FIH Rapport Asuncion 2022 |         |         | Arbitrage : Mariana Reydo Megan Robertson Arbitre vidéo : Victoria Pazos | Arbitrage : Mariana Reydo Megan Robertson Arbitre vidéo : Victoria Pazos |

| Match 10              | Argentine | 20 - 0   | Pérou |                                                                       |                                                                       |
| 10 octobre 2022 19h00 | Forcherio 5e · Palet 5e, 41e · Toccalino 6e, 19e · Trinchinetti 12e, 20e, 34e · Sánchez 16e · Adorno 24e, 28e, 39e, 42e, 55e · Delpech 26e · Thome 43e, 45e, 51e, 58e · Andrade 49e | (10 - 0) |       | Arbitrage : Claudia Montino Diana Borrayo Arbitre vidéo : Ana Vazquez | Arbitrage : Claudia Montino Diana Borrayo Arbitre vidéo : Ana Vazquez |
| 10 octobre 2022 19h00 | Rapport FIH Rapport Asuncion 2022 |          |       | Arbitrage : Claudia Montino Diana Borrayo Arbitre vidéo : Ana Vazquez | Arbitrage : Claudia Montino Diana Borrayo Arbitre vidéo : Ana Vazquez |

## Phase de classement

### Match pour la médaille de bronze
| Match 11              | Paraguay                          | 0 - 7   | Uruguay                                                                   |                                                                          |                                                                          |
| 12 octobre 2022 17h00 |                                   | (0 - 1) | 30e, 32e Barrandeguy · 33e Dall'Orso · 35e, 58e Viana · 37e, 60e Carvalho | Arbitrage : Melina Illanes Mariana Reydo Arbitre vidéo : Claudia Montino | Arbitrage : Melina Illanes Mariana Reydo Arbitre vidéo : Claudia Montino |
| 12 octobre 2022 17h00 | Rapport FIH Rapport Asuncion 2022 |         |                                                                           | Arbitrage : Melina Illanes Mariana Reydo Arbitre vidéo : Claudia Montino | Arbitrage : Melina Illanes Mariana Reydo Arbitre vidéo : Claudia Montino |

### Match pour la médaille d'or
| Match 11              | Argentine                                                   | 0 - 0             | Chili                                                    |                                                                        |                                                                        |
| 12 octobre 2022 19h15 |                                                             | (0 - 0)           |                                                          | Arbitrage : Victoria Pazos Natalia Lodeiro Arbitre vidéo : Ana Vazquez | Arbitrage : Victoria Pazos Natalia Lodeiro Arbitre vidéo : Ana Vazquez |
| 12 octobre 2022 19h15 | Rapport FIH Rapport Asuncion 2022                           |                   |                                                          | Arbitrage : Victoria Pazos Natalia Lodeiro Arbitre vidéo : Ana Vazquez | Arbitrage : Victoria Pazos Natalia Lodeiro Arbitre vidéo : Ana Vazquez |
| 12 octobre 2022 19h15 | Toccalino · Adorno · Thome · Palet · Sánchez · ---- · Thome | Tirs au but 2 - 3 | Tala · Ananías · Khamis · Jacob · Urroz · ---- · Ananías | Arbitrage : Victoria Pazos Natalia Lodeiro Arbitre vidéo : Ana Vazquez | Arbitrage : Victoria Pazos Natalia Lodeiro Arbitre vidéo : Ana Vazquez |

## Classement final
| Rang                         | Équipe     | J | V | N | P | BP | BC | Diff | Pts | Qualification                              | Classement mondial FIH | Classement mondial FIH | Classement mondial FIH |
| Rang                         | Équipe     | J | V | N | P | BP | BC | Diff | Pts | Qualification                              | Avant                  | Après                  | Changement             |
| ---------------------------- | ---------- | - | - | - | - | -- | -- | ---- | --- | ------------------------------------------ | ---------------------- | ---------------------- | ---------------------- |
| Médaille d'or, Amérique      | Chili      | 5 | 2 | 2 | 1 | 23 | 4  | +19  | 8   | Jeux panaméricains de 2023 en tant qu'hôte | 15                     | 14                     | 1                      |
| Médaille d'argent, Amérique  | Argentine  | 5 | 4 | 1 | 0 | 38 | 1  | +37  | 13  | Jeux panaméricains de 2023                 | 2                      | 2                      | 0                      |
| Médaille de bronze, Amérique | Uruguay    | 5 | 3 | 1 | 1 | 27 | 1  | +26  | 10  |                                            | 26                     | 25                     | 1                      |
| 4                            | Paraguay H | 5 | 1 | 0 | 4 | 1  | 32 | -31  | 3   | 47                                         | 49                     | 2                      |                        |
| 5                            | Pérou      | 4 | 0 | 0 | 4 | 0  | 51 | -51  | 0   | 38                                         | 42                     | 4                      |                        |